# Скэггз, Джимми
Джимми Ф. Скэггз (англ. Jimmie F. Skaggs; 20 декабря 1944, Хот-Спрингс, Арканзас, США — 6 июля 2004, Хайленд Парк, Лос-Анджелес, Калифорния) — американский характерный актёр.

## Биография
Родился в городе Хот-Спрингс, штат Арканзас, в детстве вместе с семьёй переехал в небольшой городок Вэлли Сити в Огайо, в подростковом возрасте жил в Элирии. Там же окончил старшую школу в 1963 году. В школьные годы участвовал в многочисленных театральных постановках.
В 1970 окончил Американскую академию драматического искусства в Нью-Йорке.
Наибольшую известность ему принесла отрицательная роль экстрасенса Нила Галлахера в фильме ужасов «Повелитель кукол» (1989).
Умер 6 июля 2004 года в своём доме в Хайленд-Парке, в Лос-Анджелесе, в возрасте 59 лет. Причиной смерти, по словам его жены Вирджинии Моррис, стал рак лёгкого.

## Фильмография
| Год       |    | Русское название                 | Оригинальное название      | Роль                     |
| --------- | -- | -------------------------------- | -------------------------- | ------------------------ |
| 1984      | ф  | Лицо без маски                   | The Naked Face             | Фэллон                   |
| 1984      | с  | Охотник                          | Hunter                     | «Попрошайка» Пит Монтэйн |
| 1985      | с  | Команда «А»                      | The A-Team                 | Карл                     |
| 1985—1986 | с  | Блюз Хилл-стрит                  | Hill Street Blues          | Паттерсон / Ламбракис    |
| 1986      | с  | Сумеречная зона                  | The Twilight Zone          | подозрительный мужчина   |
| 1987      | ф  | Смертельное оружие               | Lethal Weapon              | наркоторговец #1         |
| 1988      | с  | Полиция Майами: Отдел нравов     | Miami Vice                 | Бенни                    |
| 1988      | ф  | Прошлой ночью                    | The Night Before           | человек в капюшоне       |
| 1988      | ф  | Город-призрак                    | Ghost Town                 | Девлин                   |
| 1989      | ф  | Розовый кадиллак                 | Pink Cadillac              | Билли Данстон            |
| 1989      | ф  | Гомер и Эдди                     | Homer and Eddie            | Иисус #1                 |
| 1989      | ф  | Повелитель кукол                 | Puppet Master              | Нил Галлахер             |
| 1989      | с  | Санта-Барбара                    | Santa Barbara              | Элай                     |
| 1989      | с  | Фэлкон Крест                     | Falcon Crest               | Дэннис                   |
| 1990      | с  | Флэш                             | The Flash                  | Боригард Леско           |
| 1994      | с  | Звёздный путь: Глубокий космос 9 | Star Trek: Deep Space Nine | Глинн Бохиика            |
| 1995      | тф | По течению реки                  | Follow the River           | Снейк Стик               |
| 1995      | ф  | Остров Головорезов               | Cutthroat Island           | Томас Скалли             |
| 1998—1999 | с  | Скорая помощь                    | ER                         | Джо Чаттаровски          |
| 1999      | с  | Баффи — истребительница вампиров | Buffy the Vampire Slayer   | курьер                   |
| 2000      | ф  | Невидимка                        | Hollow Man                 | пьяница                  |
| 2002      | ф  | Лихорадка по девчонкам           | Girl Fever                 | бездомный мужчина        |
| 2002      | ф  | Поймай меня, если сможешь        | Catch Me If You Can        | бармен                   |
| 2003      | ф  | Тупик                            | Dead End                   | работник #1              |
| 2003      | с  | Шпионка                          | Alias                      | капитан                  |
| 2004      | с  | Женская бригада                  | The Division               | портье                   |
| 2004      | с  | Детектив Монк                    | Monk                       | механик Норм             |